# 布托讷河畔布朗宰
布托訥河畔布朗宰（法語：Blanzay-sur-Boutonne，法語發音：[blɑ̃zɛ syʁ butɔn]）是法国滨海夏朗德省的一个市镇，属于圣让当热利区。

## 地理
布托讷河畔布朗宰（46°3'0"N, 0°25'46"W）面积5.75 平方千米，位于法国新阿基坦大区滨海夏朗德省，该省份为法国西部滨海省份，北起旺代省，西临大西洋，南至吉倫特省，东南接多爾多涅省，东北接德塞夫勒省接壤，东临夏朗德省。
与布托讷河畔布朗宰接壤的市镇（或旧市镇、城区）包括：夸韦尔、布托讷河畔当皮埃尔、圣马夏尔、圣皮埃尔德利勒、里沃德布托讷。

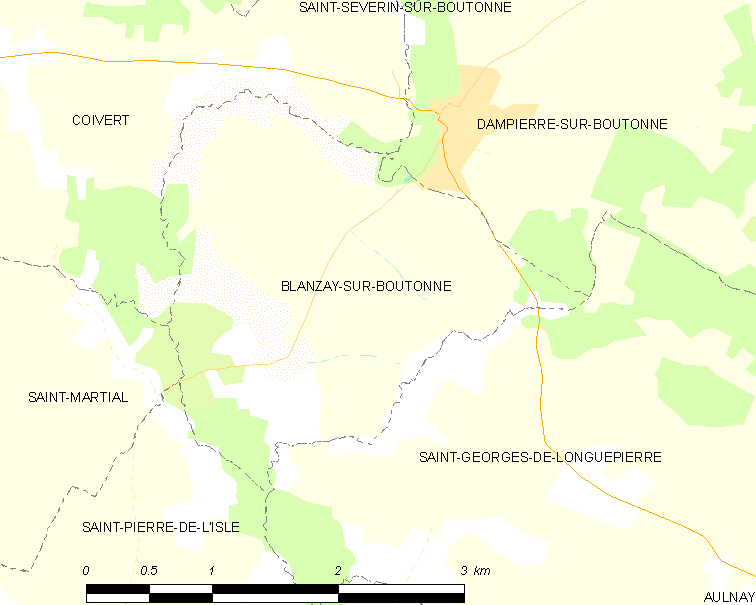
布托讷河畔布朗宰的OSM定位图

布托讷河畔布朗宰的时区为UTC+01:00、UTC+02:00（夏令时）。

## 行政
布托讷河畔布朗宰的邮政编码为17470，INSEE市镇编码为17049。

## 政治
布托讷河畔布朗宰所属的省级选区为马塔县。

## 人口

1962-2008年间布托讷河畔布朗宰人口变化图示

布托讷河畔布朗宰于2022年1月1日时的人口数量为77人。